# Hafida Benchehida
 (mars 2018).
Hafida Benchehida (حفيظة بنشهيدة) est une femme politique algérienne, membre du Sénat de la République algérienne démocratique et populaire depuis 2013, où elle a siégé à la Commission des Affaires Étrangères jusqu’en 2015. 
Depuis janvier 2016, elle assure la vice-présidence pour les questions juridiques et administratives et de la Commission des Droits de l’Homme du Sénat. Elle est membre du Réseau des femmes parlementaires arabes initié par ONU Femmes, Mena Media Monitoring[réf. nécessaire].

## Biographie
Hafida Benchehida est lauréate cum laude de l’Université de Genève en traduction parlementaire en quatre langues. Elle a obtenu des diplômes propédeutiques en médecine de Neuchâtel et de Lausanne. Elle a été interprète officiel auprès des Nations unies, ainsi qu’auprès de l’ONUDI, la Banque Mondiale, le FMI, , etc.. Maîtrisant six langues, parlant couramment trois autres, elle a assuré l’interprétariat du Président de la République algérienne Abdelaziz Bouteflika lors de ses visites d’État, notamment en Espagne, au Portugal, au Royaume-Uni, aux États-Unis et au Brésil et lors de visites de chefs d’État étrangers en Algérie.
Hafida Benchehida participe aux colloques et conférences portant sur des questions de développement sociétal et économique, et de l’autonomisation des femmes. Sur le thème femmes, paix et sécurité, elle a coopéré notamment avec l’Organisation pour la sécurité et la coopération en Europe, dans des discussions avec les pays méditerranéens, pour la participation des femmes africaines dans la gouvernance.